# Esterilización (medicina)
En medicina y medicina veterinaria, la esterilización es el método por el cual se hace infecundo y estéril a un ser vivo, evitando su reproducción. Este método es el más eficiente ya que lo que se hace es cortar las vías por donde pasan los gametos (óvulos y espermatozoides).

## Método de anticoncepción permanente
La anticoncepción quirúrgica irreversible surge por la imperfección de los métodos reversibles.
Tiene una mortalidad de 1,5 por cada 100.000 intervenciones. Siendo más común entre los perros cuyas intervenciones fueron menores a 12 horas de duración, en humanos las tasas de fracaso son para la femenina del 0,2% y para la de la posibilidad de fallo y de la irreversibilidad del método. Pueden darse embarazos ectópicos tras la oclusión tubárica siendo más frecuente la esterilización, con mayor incidencia si fueron electrocoagulaciones que oclusión mecánica. La esterilización tubárica protege frente al cáncer de ovario.

### Información a la paciente
Proceso permanente de anticoncepción, requiere una operación de la que se debe informar sobre alternativas, eficacia, riesgos, complicaciones y firmar el consentimiento.
Hay mayor incidencia de alteraciones menstruales.

### Técnicas laparoscópicas de esterilización femenina

#### Salpingoligadura
Las ventajas de la esterilización femenina mediante salpingoligadura (ligadura de trompas) son: disminución de estancia en el hospital, con una rápida recuperación y la posibilidad de inspeccionar globalmente los genitales internos. Se requiere el uso de dos o más trócares o bien hacer la modalidad abierta con un instrumental bajo control visual directo.
Se pueden usar especialmente en:
1. Oclusión y resección parcial por electrocirugía unipolar
2. Oclusión y transección por electrocirugía unipolar
3. Oclusión por electrocoagulación bipolar
4. Oclusión por dispositivos mecánicos.

Las técnicas electroquirúrgicas pueden ser monopolares (completan el circuito con una amplia placa en íntimo contacto con el paciente, y presentan mayor eficacia anticonceptiva pero mayor riesgo de lesiones) o bipolares (cada brazo de la pinza está conectado a un polo, el campo abarcado entre ambos polos es menor y disminuye el riesgo de lesiones pero requieren más aplicaciones para coagular el mismo segmento de la trompa). 
La técnica de transección coge la porción ístmica, la eleva y la separa de estructuras vecinas. Aplica la corriente eléctrica, y se va repitiendo el proceso según se acerca al útero hasta haber coagulado 2-3cm de trompa. La transección se hace con un instrumento de corte y aumenta las posibilidades de sangrado y no disminuye la tasa de fracaso. La oclusión mecánica ofrece la posibilidad de evitar las lesiones de la electrocoagulación y requiere la colocación en la trompa de un dispositivo: clip con resorte de Hulka-Clemens  (dos ramas dentadas y articuladas que encajan entre sí y quedan fijas con un resorte de acero, destruyendo 3 mm de trompa. Su tasa acumulativa de fracasos en 10 años es mayor que en el resto).
 Clip de Filshie  (fabricado en titanio recubierto por goma siliconada que se expande sobre la compresión cuando se bloquea la trompa. Destruye 4 mm de trompa) o el anillo de silastic (banda que abraza un asa de 2,3 cm de trompa, destruyendo 2-3 cm de trompa. Mayor eficacia a los 10 años pero el 15% de pacientes refiere dolores postoperatorios) se ponen siempre por vía laparoscópica y la tasa de fracaso es de 2 por 1000 mujeres.

#### Minilaparotomía
Se realiza a través de una pequeña incisión suprapúbica bajo anestesia local. El proceso es más complicado en los úteros con movilidad restringida, en los que sería más útil realizarla mediante una laparoscopia abierta. La técnica de Pomeroy se basa en la colocación de una pinza atraumática, que sin comprimir la trompa, permita la formación de un asa en su porción ampular proximal, sobre la que se realiza una ligadura fuerte de material reabsorbible, resecando a continuación el asa.
La técnica de Irving consiste en que una vez seccionada la trompa, se separan los segmentos proximal y distal. El primero se mete en un túnel labrado en la pared anterior del miometrio y el otro en pared posterior o en el mesosálpinx. La técnica de Uchida, se ayuda de infiltración subserosa con suero salino para separar los vasos tubáricos. Introduce el cabo proximal entre las hojas del mesosálpinx quedando libre el cabo distal. La fibriectomía, aunque se realiza por vía vaginal, es otra técnica.

### Esterilización masculina: Vasectomía o Ligamento masculino
La vasectomía es inocua, fácil y menos costosa que la esterilización femenina. La realiza el urólogo por una pequeña incisión en el escroto, que sólo requiere anestesia local y tiene pocas complicaciones. 
Una nueva técnica se aplica actualmente por punción, en la que el deferente se exterioriza mediante la punta de una fina pinza de hemostasia, y que tiene menos complicaciones. La esterilización es efectiva cuando se ha agotado la reserva de espermatozoides del deferente, después de 6 semanas o 15 eyaculaciones, debiendo recurrirse mientras al preservativo u otro método. La mayoría de los pacientes desarrollas anticuerpos pero no hay secuelas a largo plazo, permaneciendo estables el volumen y velocidad del eyaculado. Las posibles complicaciones son hematomas, granulomas y reanastomosis espontáneas. Tasa de fracasos de 0,1-0,15%.

### Esterilización de animales no humanos
Cuando hablamos de esterilización en animales no humanos podemos estar refiriéndonos a uno de los dos siguientes casos: la esterilización de los animales de compañía o a la esterilización de animales salvajes.
La esterilización de animales de compañía es un procedimiento enfocado a la reproducción responsable y bienestar general; Por lo tanto, evita el abandono y sacrificio de millones de animales al año.
La esterilización de animales salvajes es un método de control poblacional que evita que se produzcan situaciones de conflicto en el futuro.